# Llangardaix verd-i-negre
El llangardaix verd-i-negre o llangardaix verd nord-occidental (Lacerta schreiberi) és una espècie de sauròpsid (rèptil) escatós de la família Lacertidae.

## Descripció
És un llangardaix robust, de cap curt i ample. La seva longitud màxima de cap i cos no sobrepassa els 131 mm. La seva cua sol mesurar entre 1,5 i 2 vegades la longitud del seu cos, assolint una longitud total no més gran de 40 cm. Els mascles adults tenen el dors de color verd finament puntejat de negre i durant l'època de zel adquireixen una coloració de color blau intens al cap i la gola. El dors de les femelles adultes pot ser de color verd o color bru i sol tenir taques negres grans amb ocels blancs als costats.

## Distribució i hàbitat
És una espècie endèmica de la península Ibèrica que es distribueix per serralada cantàbrica, el nord-oest de la península, la meitat nord de Portugal, el Sistema Central i algunes serralades del quadrant sud-occidental de la Península: Montes de Toledo (Toledo i Ciudad Real), Valencia de Alcántara (Badajoz), Sierras de Las Villuercas y Guadalupe (Càceres), Sierra de San Mamede (Baixo Alentejo), Sierra de Monchique (Algarve), Sierras de Montejunto i Sintra (Extremadura) i Serra do Cercal.
És un habitant comú de boscos humits caducifolis de roures, faigs i bedolls, de pins silvestres o en bruguerars, i praderies de muntanya, especialment associada a vores de rius i rierols amb verns, pollancres, àlbers i salzes. Es freqüent trobar-la també en murs de pedra a prop de prats de sega. La seva distribució va molt lligada a la precipitació, habitant zones que reben més de 600 mm de precipitació a l'any.
Se sol trobar en una gran varietat d'altituds. Al nord-oest peninsular es pot trobar des del nivell del mar fins als 1.500 metres. A les zones més interiors del Sistema Central es pot trobar fins als 2.100 metres.

## Reproducció
L'aparellament es du a terme a la primavera, entre els mesos de abril i juny, i la incubació dels ous (de 4 a 24 en una sola posta) durant l'estiu. Els ous es desclouen entre finals de juliol i setembre després de 2 mesos i poc d'incubació. El mascles en zel tenen el cap de color blavós.

## Comportament
És una espècia activa en dies assolellats des de finals de febrer fins a l'octubre. Durant la primavera i la tardor es pot veure durant les hores centrals del dia, mentre que durant l'estiu s'amaga durant les hores més caloroses. És una espècie diürna i generalment pren el sol en pedres, al terra o en mig de la fullaraca. Té uns dominis vitals relativament petits per la seva mida i solen viure en zones d'alta densitat d'individus, però sense relacionar-se, exceptuant l'època d'aparellament i durant les baralles entre els mascles per aconseguir una femella.

## Alimentació
S'alimenta bàsicament d'insectes i aràcnids que cacen després d'un petit impuls a mode d'esprint. La seva dieta també inclou escarabats, mosques i mosquits, llagostes i en rares ocasions pollets o ous de petits ocells i llangardaixos. En alguns casos també pot arribar a ingerir petits fruits, com mores, a finals de l'estiu.

## Estat de conservació
Segons la UICN, és una espècie gairebé amenaçada. És una espècie sensible a l'alteració del seu hàbitat. Les poblacions del sud de la península Ibèrica estan en perill per la disminució del seu hàbitat, la desforestació, els incendis forestals i l'alteració de l'hàbitat de les vores del rius.